# Tillandsia cossonii
Tillandsia cossonii är en gräsväxtart som beskrevs av John Gilbert Baker. Tillandsia cossonii ingår i släktet Tillandsia och familjen Bromeliaceae. Inga underarter finns listade i Catalogue of Life.